# 永井秀樹
永井秀樹（日语：／ Hideki Nagai */?，1971年1月26日—）是是一名前日本足球運動員和領隊，他的弟弟永井篤志也是一名前足球運動員。

## 球員生涯
永井秀樹生於1971年1月26日的日本大分縣，他從國士館大學退學後，1992年加盟日職球隊川崎綠茵（後來的東京綠茵），在場上他主要擔任進攻型中場，並在1993年、1994年奪得J1聯賽冠軍，1992年、1993年及1994年奪得日本聯賽盃冠軍。雖然永井秀樹協助川崎綠茵奪得多項冠軍，但他無法與北澤豪、拉莫斯·瑠偉及比斯馬克爭取成為主力球員，1995年選擇離開川崎加盟JFL球隊福岡布克，同年球隊奪得冠軍升入J1聯賽。翌年他轉會加盟清水心跳，同年協助球隊奪得球隊第一個冠軍－日本聯賽盃。1997年他回到川崎綠茵，1998年轉會至橫濱飛翼，同年奪得天皇盃冠軍，可是球隊因財政緊張而解散，翌年轉會至橫濱水手。
2000年，永井秀樹第三次加盟東京綠茵，效力兩季後，2004年加盟大分三神，但是他整季只上陣5場比賽。2005年，他轉會到九州足球聯賽球隊FC琉球，雖然上陣不多但八場四個入球協助FC琉球以聯賽亞軍，首次升上日本足球聯賽。2006年，永井秀樹第四次回到東京綠茵，這時球隊已經降落至J2聯賽作賽，他大部分時間以替補球員上陣。2008年第二次加盟FC琉球，並且效力六年。 2014年，第五次回到東京綠茵，2016年45歲的永井秀樹宣布季尾退役。

## 領隊生涯
永井秀樹退役後，2017年繼續留在東京綠茵擔任青年隊主教練兼總經理助理。2019年7月，永井秀樹接替加利·韋特成為東京綠茵主教練一職。2021年8月，據日本媒體《デイリー新潮》報導永井秀樹涉嫌對球員作出職場暴力，同年9月1日、東京綠茵宣佈永井秀樹辭去主教練。12月24日，J聯賽就永井秀樹擔任東京綠茵主教練期間，表示他對球員作出不必要的攻擊性言論和咆哮，東京綠茵以包庇永井秀樹的行為被判罰100萬日元。2022年3月10日，日本足協對永井秀樹作出處分中止S級執照一年。。

## 外部鏈接
- 日本職業足球聯賽中的永井秀樹 （日語）